# Peggy Lee

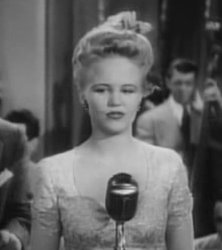
Peggy Lee in 1943 in de musicalfilm Stage Door Canteen

Peggy Lee, artiestennaam van Norma Dolores Egstrom (Jamestown (North Dakota), 26 mei 1920 – Bel-Air (Los Angeles), 21 januari 2002), was een Amerikaanse jazz- en popzangeres, songwriter, componist en actrice, bekend om haar verleidelijke, hese stem en gereserveerde 'coole' zangstijl. Haar bekendste nummers waren Why Don't You Do Right?, Fever en Is That All There Is?

## Jeugd
Peggy Lee verhuisde als tiener naar Fargo, waar ze werk kreeg als zangeres bij een radiostation. Op aanraden van haar baas veranderde ze haar naam in Peggy Lee. In 1941 verving ze zangeres Helen Forrest in de band van Benny Goodman, nadat deze haar had horen zingen. Het jaar daarop nam ze met Goodman het nummer Why Don't You Do Right? op, haar eerste grote hit en grote doorbraak. In '43 trouwde ze met Dave Barbour, Goodmans gitarist.

## Carrière
In 1944 tekende ze een solocontract bij Capitol Records, waarna ze een reeks hits had, meestal geschreven door haarzelf en haar man. Tot haar grootste hits uit die tijd behoorden onder andere It's a Good Day en Mañana. In 1952 stapte ze voor vijf jaar over naar Decca. Voor Decca had ze onder andere een hit met het nummer Lover. In 1958 had ze met Fever een enorme hit, die ze in 1969 evenaarde met Leiber & Stollers Is That All There Is?
In de loop van de jaren vijftig ging Peggy Lee acteren. In 1953 speelde ze in een remake van The Jazz Singer tegenover Danny Thomas. Ze werd genomineerd voor een Oscar voor haar rol van alcoholverslaafde zangeres in de film Pete Kelly's Blues uit 1955.
Ook schreef en zong ze nummers voor de Disneyfilm Lady en de Vagebond uit 1955. Zelf was ze ook te horen als stemactrice in deze film, waaronder in de rol van de Siamese katten-tweeling Si en Am. De rol van Peg, een aan lager wal geraakt showhondje, was op haar gebaseerd. In de jaren negentig won ze een rechtszaak tegen Disney. Ze had Disney aangeklaagd omdat ze vond recht te hebben op de royalty's over de verkoop van de videobanden. De rechter gaf haar gelijk en ze verdiende zo miljoenen dollars.
In 1983 speelde ze op Broadway in het autobiografische stuk Peg.
Peggy Lee is een winnaar van Roughrider Award, een prijs voor prominente inwoners van de staat North Dakota.
Peggy Lee is viermaal getrouwd geweest. Van haar eerste man, Dave Barbour, scheidde ze in 1951, omdat deze aan alcohol verslaafd was geraakt. Ze bleven echter goede vrienden tot zijn dood in 1965. Samen hadden ze een dochter, Nicki. Ze hadden enkele dagen voor zijn dood besloten om te gaan trouwen. Dochter Nicki Lee Barbour Foster overleed in november 2014 op 71-jarige leeftijd.

## Overlijden
In januari 2002 stierf ze aan een hartstilstand in haar huis in Bel-Air. Ze werd de jaren daarvoor geplaagd door een slechte lichamelijke conditie, onder andere veroorzaakt door diabetes en ongelukkige vallen. In 1976 viel ze in een hotel in New York, wat haar bijna fataal werd. Ze bleef echter optreden tot haar beroerte in 1998. Peggy Lee is 81 jaar oud geworden.

## NPO Radio 2 Top 2000
| Nummers met noteringen in de NPO Radio 2 Top 2000 | '99  | '00  | '01  | '02  | '03  | '04  | '05  | '06  | '07 | '08  |
| ------------------------------------------------- | ---- | ---- | ---- | ---- | ---- | ---- | ---- | ---- | --- | ---- |
| Fever                                             | 1088 | 1710 | 1730 | 1383 | 1097 | 1848 | 1820 | 1932 | -   | 1886 |
| Is That All There Is?                             | 1366 | -    | -    | 1951 | 1792 | 1763 | 1909 | 1977 | -   | 1978 |

1. ↑  Een '-' betekent dat het nummer niet was genoteerd en een vetgedrukt getal geeft de hoogste notering van een nummer aan.
2. ↑  Deze tabel is bijgewerkt tot en met de laatste editie (2024).

- Bibsys: 3052985
- Biblioteca Nacional de España: XX891484
- Bibliothèque nationale de France: cb13896479n (data)
- Catàleg d'autoritats de noms i títols de Catalunya: 981058509254206706
- Gemeinsame Normdatei: 118911430
- International Standard Name Identifier: 0000 0003 6851 6073
- Library of Congress Control Number: n81072987
- Nationale Bibliotheek van Letland: 000069743
- MusicBrainz: 5a2463af-eef0-4a22-bc8f-5865fbe9c78e
- Nationale Bibliotheek van Tsjechië: xx0039225
- Nationale bibliotheek van Australië: 42421093
- Nationale Bibliotheek van Israël: 987007285161505171
- Nationale Bibliotheek van Polen: a0000002989418
- Nederlandse Thesaurus van Auteursnamen: 070840814
- Réseau des bibliothèques de Suisse occidentale: 02-A016682850
- RKD-Nederlands Instituut voor Kunstgeschiedenis: 303919
- LIBRIS: 137329
- SNAC: w6gj0gpf
- Système universitaire de documentation: 081977085
- Trove: 1457908
- Virtual International Authority File: 42025822
- WorldCat: E39PBJbxCHXcDywktv3HHWpMfq